# Le Fresne-Camilly
Le Fresne-Camilly is een gemeente in het Franse departement Calvados (regio Normandië). De plaats maakt deel uit van het arrondissement Caen. Le Fresne-Camilly telde op 1 januari 2022 951 inwoners.

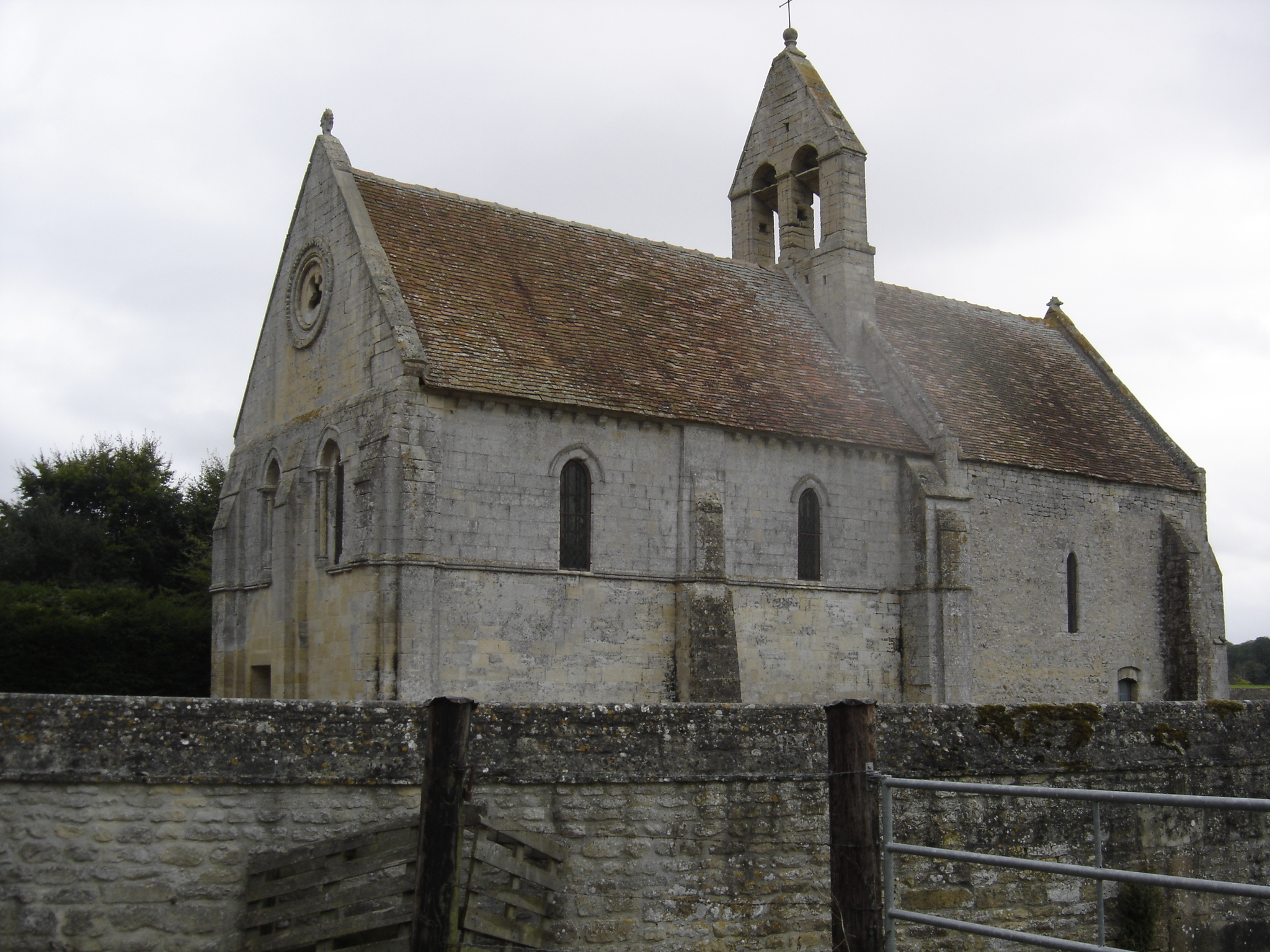
Kerk in Le Fresne-Camilly
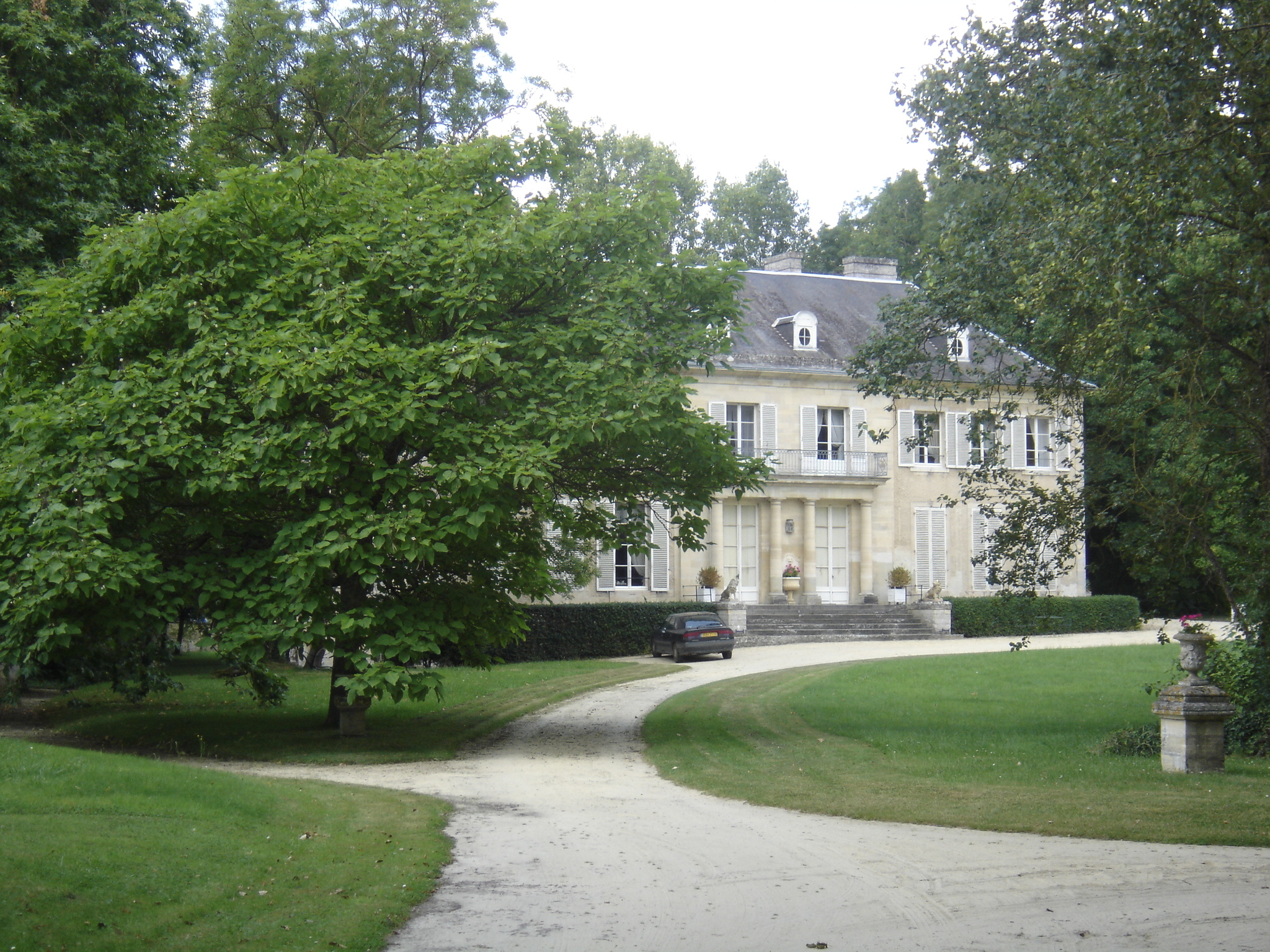
Kasteel van Camilly

## Geografie
De oppervlakte van Le Fresne-Camilly bedroeg op 1 januari 2022 7,06 vierkante kilometer; de bevolkingsdichtheid was toen 134,7 inwoners per km².
De onderstaande kaart toont de ligging van Le Fresne-Camilly met de belangrijkste infrastructuur en aangrenzende gemeenten.

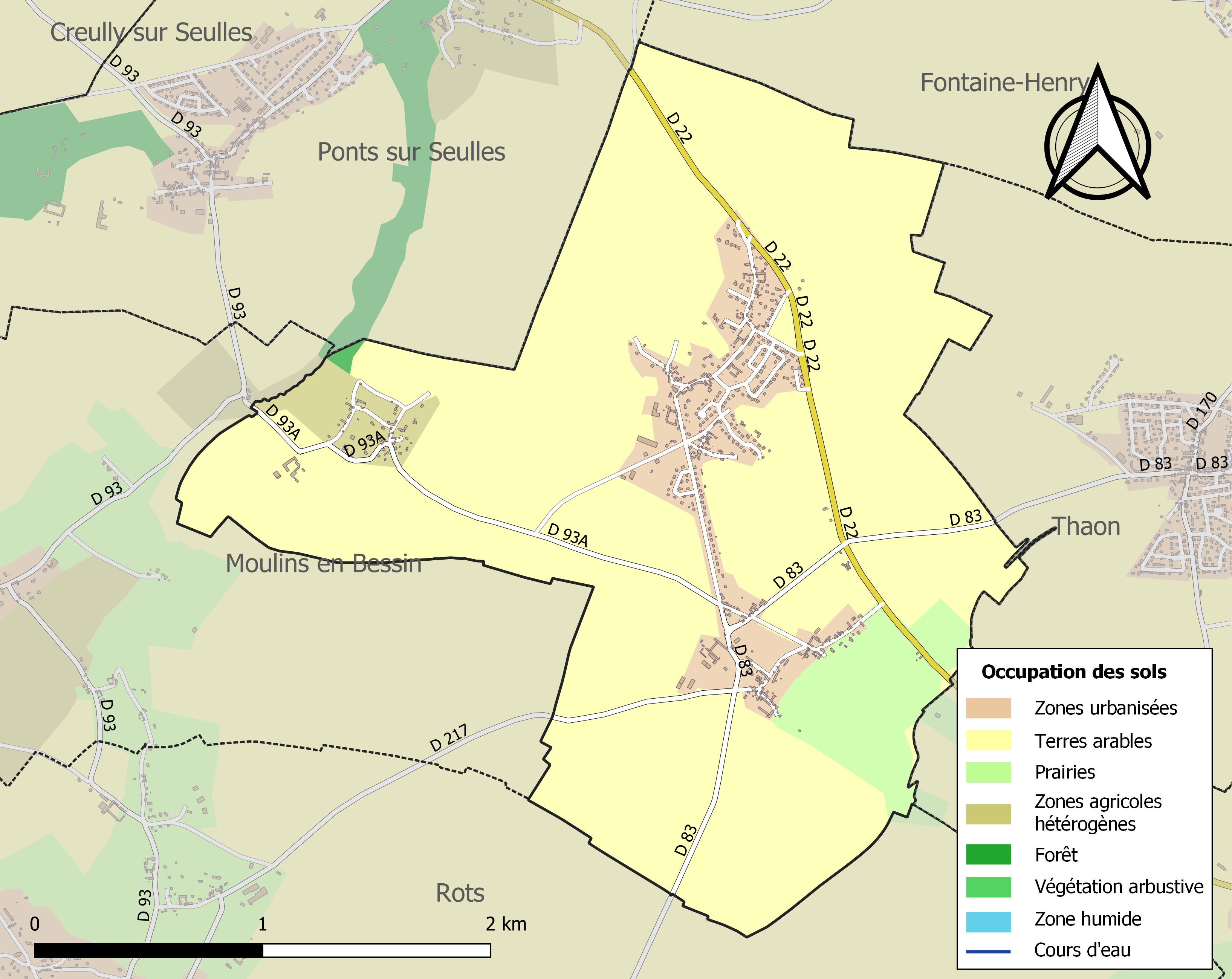

## Demografie
Onderstaande figuur toont het verloop van het inwonertal (bron: INSEE-tellingen).
Vanwege een beveiligingsprobleem met de MediaWiki Graph-software is het momenteel niet mogelijk deze grafiek weer te geven. Zodra de software is bijgewerkt zal de grafiek vanzelf weer zichtbaar worden.